# Día Interamericano del Agua
En 1992, AIDIS, la CWWA y la OPS iniciaron la celebración del Día Interamericano del Agua, que se conmemora el primer sábado de octubre. Esta conmemoración reafirma el compromiso permanente de los socios de esta iniciativa.
Surgió como una iniciativa en el XXIII Congreso Interamericano de AIDIS, realizado en La Habana, Cuba en 1992. La Organización Panamericana de la Salud (OPS), la Asociación Interamericana de Ingeniería Sanitaria (AIDIS) y la Asociación Caribeña de Agua y Aguas Residuales (CWWA) suscribieron la declaración del Día Interamericano del Agua.
En el año 2002 se incorporó a esta iniciativa la Organización de los Estados Americanos (OEA).

## Día Interamericano del Agua 2023
Día Interamericano del Agua. Seminario virtual Agua, derechos humanos y gobernabilidad: elementos de la concertación social
El seminario se celebra el viernes, 6 de octubre de 2023, con motivo del Día Interamericano del Agua (DIAA). El DIAA, que organizan en conjunto la OPS y la Asociación Interamericana de Ingeniería Sanitaria y Ambiental (AIDIS), se conmemoró por primera vez en 1993 y se observa anualmente desde entonces el primer sábado de octubre. Este año se celebra el sábado 7 de octubre. El lema de la edición de 2023 es Agua, derechos humanos y gobernabilidad: elementos de la concertación social.
Organización Panamericana de la Salud

## Temas
| Año  | Tema                                                                                          |
| ---- | --------------------------------------------------------------------------------------------- |
| 1993 | El agua es vida y salud                                                                       |
| 1994 | Agua y el Medio Ambiente                                                                      |
| 1995 | Agua, un Patrimonio para Preservar                                                            |
| 1996 | Agua, valiosa como la vida, ¡Cuídala!                                                         |
| 1997 | Calidad del Agua Potable y Su Salud                                                           |
| 1998 | Participemos para que todos dispongamos de agua limpia                                        |
| 1999 | El Derecho al Agua Potable para Todos los Niños, Comprometámonos                              |
| 2000 | Agua, Cada Gota Cuenta, Usémosla con Sabiduría                                                |
| 2001 | Agua y Salud: un Brindis por la Vida                                                          |
| 2002 | ¡No al desperdicio, no a la escasez!                                                          |
| 2003 | Agua, no la tenemos tan segura                                                                |
| 2004 | Agua y desastres, los servicios en la mira                                                    |
| 2005 | Agua, fuente de vida                                                                          |
| 2006 | Hacia una nueva cultura del agua!                                                             |
| 2007 | Agua: ¡Un recurso escaso - no lo contaminemos!                                                |
| 2008 | El agua es el recurso más importante que tenemos, no la dejemos correr                        |
| 2009 | Compartiendo el agua, compartiendo oportunidades                                              |
| 2010 | “La Sobrevivencia está en nuestras manos”                                                     |
| 2011 | “Agua y Saneamiento: Derecho Humano Esencial”                                                 |
| 2012 | “Agua y Saneamiento Rural: Estrechar las Brechas sigue siendo el Desafío”                     |
| 2013 | Cerrando brechas: Agua y saneamiento rural sigue siendo un reto para la salud y el desarrollo |
| 2014 | Agua y saneamiento: Aumentando el acceso con calidad y reduciendo inequidades                 |
| 2015 | Desarrollo Sostenible mediante la Gestión Integrada del Agua y Saneamiento                    |
| 2016 | “Agua y Saneamiento en la Agenda 2030: La ruta para el Desarrollo Sostenible”                 |
| 2017 | ”Agua segura = Vida Saludable”                                                                |
| 2018 | "La respuesta está en la naturaleza"                                                          |
| 2020 | Agua, Saneamiento e Higiene en Establecimientos de Salud. «Una Acción URGENTE»                |
| 2021 | «Agua Segura para una Vida Sana»                                                              |
| 2022 | 30 años Articulando Alianzas para el Desarrollo Sostenible de América Latina y El Caribe      |
| 2023 | Agua, derechos humanos y gobernabilidad: elementos de la concertación social                  |